# Medal Armii Okupacyjnej Niemiec
Medal Armii Okupacyjnej Niemiec (ang. Army of Occupation of Germany Medal) – medal Sił Zbrojnych Stanów Zjednoczonych ustanowiony Ustawą Kongresu z 21 listopada 1941 roku (55 Stat 781) dla uhonorowania żołnierzy, którzy służyli w czasie okupacji Nadrenii pomiędzy 11 listopada 1918 a 11 lipca 1923.

## Opis
Medal Armii Okupacyjnej Niemiec został zaprojektowany przez T. A. Rovelstada z Oddziału Heraldycznego Biura Kwatermistrza Generalnego w czerwcu 1942 roku i został zatwierdzony przez Sekretarza Wojny 8 lipca 1942.
Medal jest wykonany z brązu i ma średnicę 1,25 cala. Na awersie znajduje się lewy profil generała Johna J. Pershinga, naczelnego dowódcy sił amerykańskich, otoczonego czterema gwiazdami symbolizującymi jego insygnia stopnia generalskie. W lewym dolnym rogu znajduje się napis GENERAL JOHN J. PERSHING, a po prawej stronie wieniec laurowy nałożony na miecz i otaczające wieniec daty 1918 oraz 1923.
Rewers przedstawia amerykańskiego orła siedzącego z rozpostartymi skrzydłami na twierdzy Ehrenbreitstein i spoglądającego na Ren w Koblencji, otoczonego słowami U.S. ARMY OF OCCUPATION OF GERMANY oraz trzy gwiazdki u dołu. Gwiazdy te symbolizują 3 Armię, w skład której wchodziły amerykańskie siły okupacyjne w Niemczech.
Wstążka ma szerokość 1 3/8 cala i składa się z następujących pasków: niebieski o szerokości 1/16 cala na krawędzi; szkarłatny 1/16 cala; biały 3/16 cala i czarny 3/4 cala pośrodku.